# Ailuropoda baconi
Ailuropoda baconi és una espècie extinta de mamífer carnívor de la família dels ossos (Ursidae) que visqué a l'Àsia oriental durant el Plistocè mitjà, fa entre 129.000 i 774.000 anys. Se n'han trobat restes fòssils a Indonèsia, Myanmar, Tailàndia, el Vietnam i la Xina. Era més gros que el panda gegant, el seu parent vivent més proper. A grans trets, les proporcions del crani eren comparables a les que es veuen tant en el panda gegant com en A. microta, una altra espècie extinta. Fou anomenat en honor del descobridor de l'holotip, A. L. Bacon.